# Гардена (Північна Дакота)
Гардена (англ. Gardena) — місто (англ. city) в США, в окрузі Боттіно штату Північна Дакота. Населення — 24 особи (2020).

## Географія
Гардена розташована за координатами 48°42′5″ пн. ш. 100°29′55″ зх. д. / 48.70139° пн. ш. 100.49861° зх. д. (48.701334, -100.498538).  За даними Бюро перепису населення США в 2010 році місто мало площу 0,84 км², уся площа — суходіл. В 2017 році площа становила 0,89 км², уся площа — суходіл.

## Демографія
Згідно з переписом 2010 року, у місті мешкало 29 осіб у 13 домогосподарствах у складі 9 родин. Густота населення становила 35 осіб/км².  Було 21 помешкання (25/км²).
Расовий склад населення:
| - 100,0 % — білих |

До двох чи більше рас належало 0,0 %. Частка іспаномовних становила 0,0 % від усіх жителів.
За віковим діапазоном населення розподілялося таким чином: 10,3 % — особи молодші 18 років, 72,5 % — особи у віці 18—64 років, 17,2 % — особи у віці 65 років та старші. Медіана віку мешканця становила 43,5 року. На 100 осіб жіночої статі у місті припадало 141,7 чоловіків;  на 100 жінок у віці від 18 років та старших — 160,0 чоловіків також старших 18 років.
Середній дохід на одне домашнє господарство  становив 41 333 долари США (медіана — 41 250), а середній дохід на одну сім'ю — 41 380 доларів (медіана — 41 250). 
Цивільне працевлаштоване населення становило 4 особи. Основні галузі зайнятості: роздрібна торгівля — 25,0 %, освіта, охорона здоров'я та соціальна допомога — 25,0 %, будівництво — 25,0 %.